# Acoelomorpha
Acoelomorpha é um subfilo de animais, anteriormente classificados como platelmintes, mas atualmente reclassificados como um subfilo separado, na base dos Bilateria.
Acoelomorfos são vermes muito pequenos que não têm vísceras, com feições tipo plânula. A digestão é feita com a formação de um vacúolo em volta do alimento ingerido. Não há nenhuma célula epitelial no vacúolo digestivo (todos os outros animais bilaterados têm um sistema digestivo revestido de células epiteliais). Como resultado, os Acoelos parecem ter um corpo maciço (a-coelum quer dizer "sem nenhuma cavidade no corpo"). Acoelos normalmente são marinhos, vivendo no meio de sedimentos, nadando como plâncton ou rastejando sobre algas. Eles possuem um estatocisto, que aparentemente lhes dá orientação sobre a gravidade.